# Z-Cars
Z-Cars est une série télévisée britannique policière diffusée par la BBC de 1962 à 1978, comprenant 799 épisodes et se déroulant dans la ville fictive de Newton, dans la banlieue de Liverpool.

## Synopsis
La série décrit le travail de policiers anglais opérant dans des voitures rapides (le titre Z-Cars vient du fait qu'il s'agit principalement de Ford Zephyrs). La vie quotidienne des policiers est également décrite, avec leurs qualités mais aussi leurs défauts (alcoolisme, violence conjugale...).

## Distribution

### Personnages principaux
- James Ellis : Bert Lynch (1962-1978), 625 épisodes
- John Slater : Tom Stone (1967-1974), 420 épisodes
- Douglas Fielding : Alec Quilley (1969-1978), 339 épisodes
- Bernard Holley : Bill Newcombe (1967-1971), 277 épisodes
- Ian Cullen : Joe Skinner (1969-1975), 219 épisodes
- Derek Waring : Neil Goss (1969-1973), 215 épisodes
- Paul Angelis : Bruce Bannerman (1968-1969), 128 épisodes
- Brian Blessed : Fancy Smith (1962-1965), 113 épisodes
- John Barrie : Inspecteur Hudson (1962-1968), 34 épisodes
- Brian Grellis : Sergent Bowker (1967-1978), 25 épisodes

### Personnages secondaires
- Prentis Hancock : Ash (1971)
- Clifton Jones : Nogan (1970)
- Beatrix Lehmann : Mme Peterson (1964)
- Philip Madoc : Burroughs (1970)
- Ian McShane : Barry (1964)
- Rosalie Shanks : une infirmière (1971)
- Michael Sheard : cinq différents rôles (1968-1977)
- Elisabeth Sladen : Rose / Valerie Hollingsworth (1971-1972)
- Kim Braden : Jill (1973)
- Christine Noonan : Norma Haslam (2 épisodes, 1969)